# Trissonchulus janetae
Trissonchulus janetae is een rondwormensoort uit de familie van de Ironidae. De wetenschappelijke naam van de soort is voor het eerst geldig gepubliceerd in 1961 door Inglis.